# Spoorlijn Ormoy-Villers - Boves
De Spoorlijn Ormoy-Villers - Boves is een Franse spoorlijn van Ormoy-Villers naar Boves. De lijn is 91,5 km lang en heeft als lijnnummer 232 000.

## Geschiedenis
De lijn werd aangelegd door de Compagnie des chemins de fer du Nord en in twee gedeeltes geopend, van Ormoy-Villers naar Estrées-St-Denis op 31 juli 1882 en van Estrées-Saint-Denis naar Boves op 1 juni 1883. Reizigersverkeer op het zuidelijke gedeelte van Ormoy-Villers tot Estrées-St-Denis werd gestaakt op 15 mei 1939. Tussen 1966 en 1973 werd het gedeelte tussen het raccordement van Ageux en Estrées-Saint-Denis volledig gesloten. 
Sindsdien bestaat de lijn uit twee losse trajectdelen, van Ormoy-Villers tot het raccordement van Ageux, dat alleen in gebruik is voor goederenvervoer en het gedeelte tussen Estrées-Saint-Denis en Boves waar ook reizigerstreinen rijden.

## Treindiensten
De SNCF verzorgt het personenvervoer op dit traject met TER treinen.
| Serie | Treinsoort | Route                                      | Bijzonderheden |
| ----- | ---------- | ------------------------------------------ | -------------- |
| P 23  | TER (SNCF) | Amiens – Longueau – Montdidier – Compiègne |                |

## Aansluitingen
In de volgende plaatsen is of was er een aansluiting op de volgende spoorlijnen:
Ormoy-Villers
RFN 227 000, spoorlijn tussen Ormoy-Villers en Mareuil-sur-Ourcq
RFN 229 000, spoorlijn tussen La Plaine en Anor
RFN 231 306, raccordement van Ormoy-Villers
Davy
RFN 232 306, raccordement van Duvy
Verberie
RFN 230 000, spoorlijn tussen Aulnay-sous-Bois en Verberie
aansluiting Ageux
RFN 243 301, raccordement van Ageux
RFN 243 300, raccordement van Rivecourt-Sud
RFN 245 300, raccordement van Rivecourt-Nord
aansluiting Bailly
RFN 244 300, raccordement van Longueil-Sainte-Marie
Estrées-Saint-Denis
RFN 317 000, spoorlijn tussen Rochy-Condé en Soissons
Montdidier
RFN 259 000, spoorlijn tussen Saint-Just-en-Chaussée en Douai
Boves
RFN 272 000, spoorlijn tussen Paris-Nord en Lille

## Elektrische tractie
Het gedeelte tussen Ormoy-Villers en de aansluiting Ageux werd in 1963 geëlektrificeerd met een spanning van 25.000 volt 50 Hz.

## Galerij

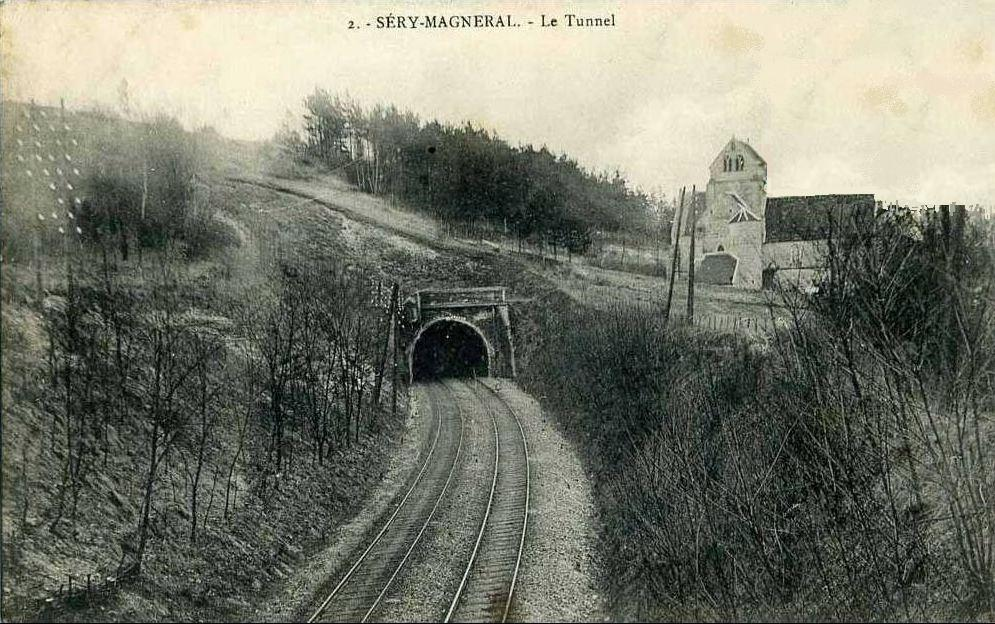
Tunnel van Séry begin 20e eeuw
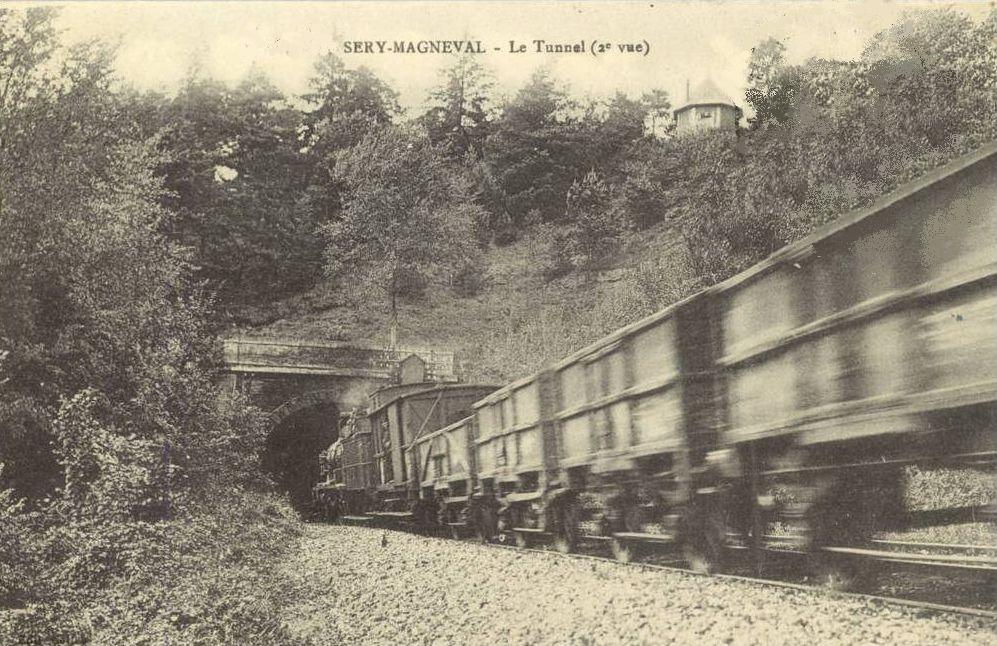
Kolentrein bij de tunnel van Séry
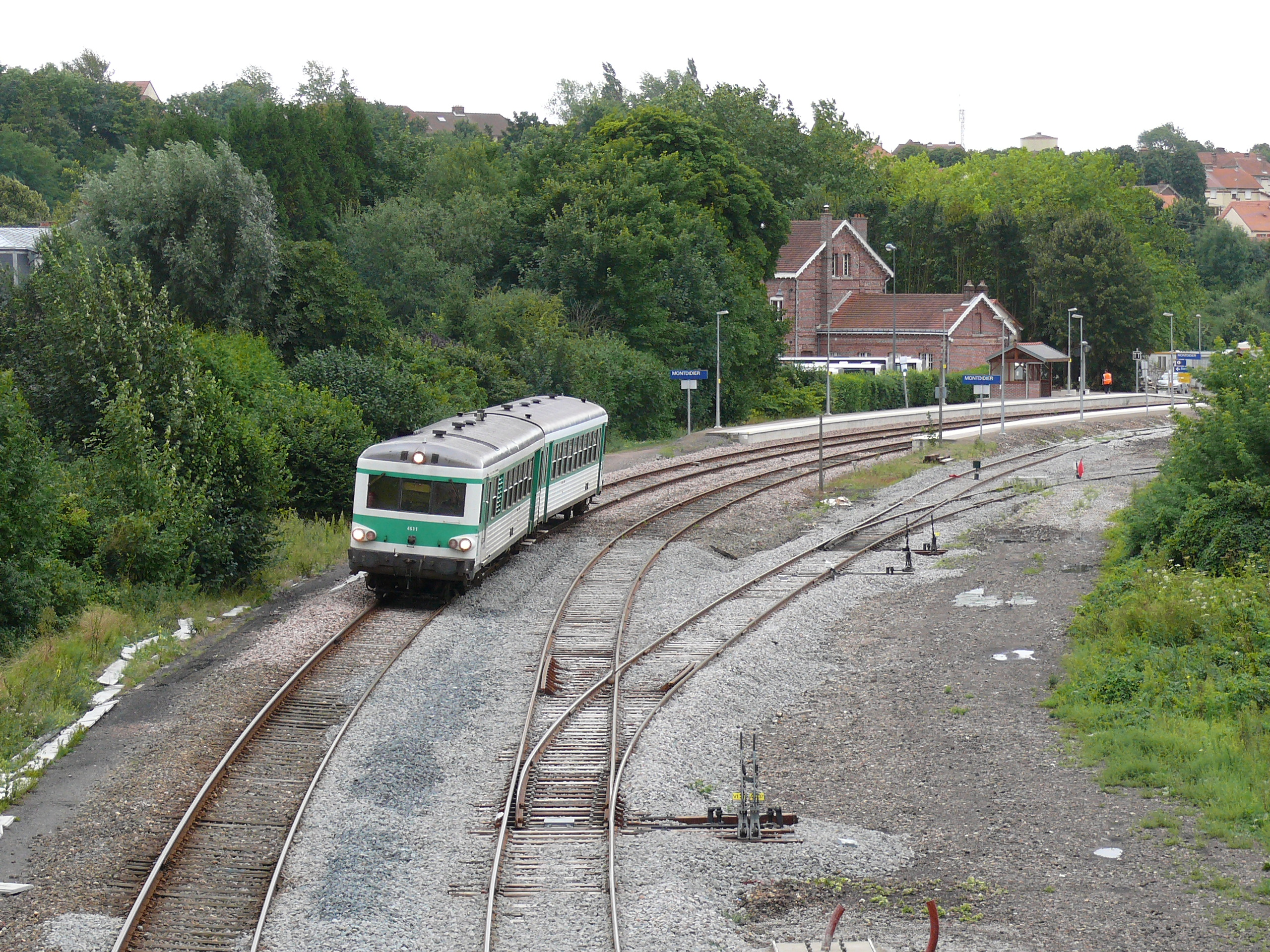
Station Montdidier in 2008
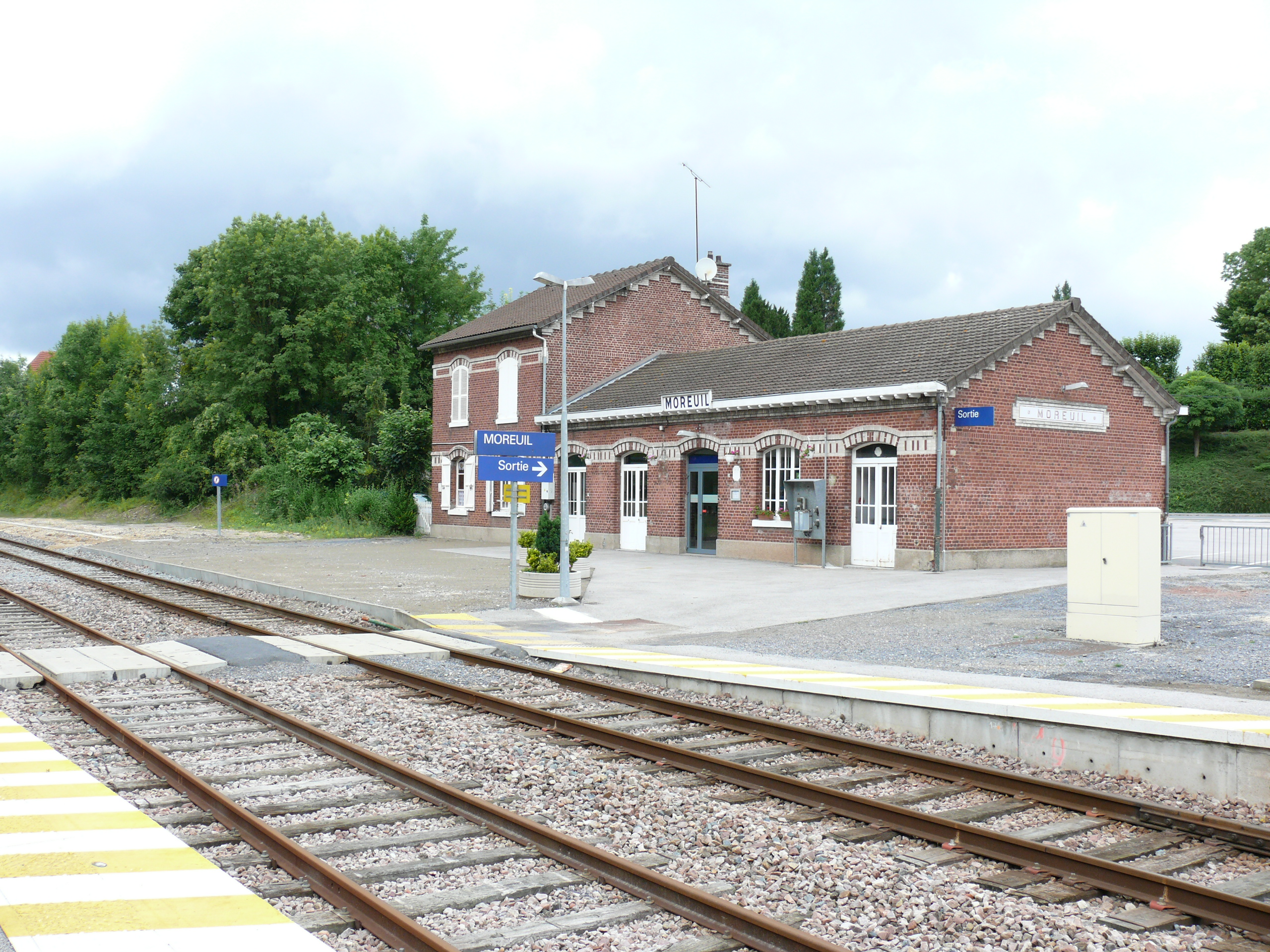
Station Morieul in 2008